# Денкендорф (Бавария)

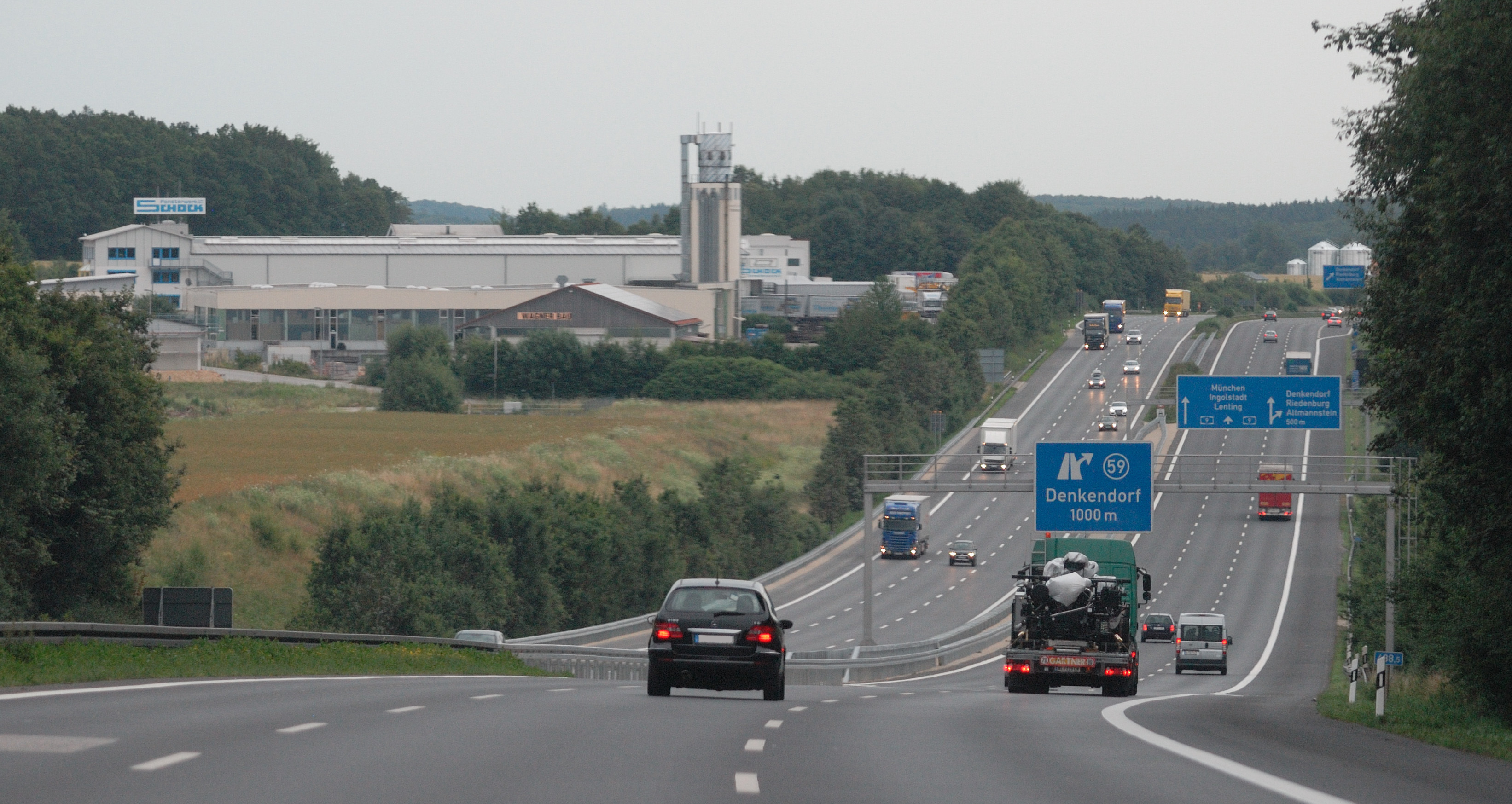
Шоссе близ Денкендорфа

Денкендорф (нем. Denkendorf) — община в Германии, в земле Бавария.
Подчиняется административному округу Верхняя Бавария. Входит в состав района Айхштетт. Население составляет 4407 человек (на 31 декабря 2010 года). Занимает площадь 47,88 км².
Коммуна подразделяется на 6 сельских округов.

## Население
По оценке на 31 декабря 2015 года население общины Денкендорф составляет 4712 чел. 

| Дата      | 1840 | 1871 | 1900 | 1925 | 1939 | 1950 | 1961 | 1970 | 1987 | 2011 |
| --------- | ---- | ---- | ---- | ---- | ---- | ---- | ---- | ---- | ---- | ---- |
| Население | 1627 | 1860 | 1868 | 2199 | 2123 | 2439 | 2239 | 2626 | 3246 | 4382 |

| Год       | 1960 | 1970 | 1980 | 1990 | 2000 | 2009 | 2010 | 2011 | 2012 | 2013 | 2014 | 2015 |
| --------- | ---- | ---- | ---- | ---- | ---- | ---- | ---- | ---- | ---- | ---- | ---- | ---- |
| Население | 2164 | 2619 | 2910 | 3621 | 4422 | 4413 | 4407 | 4460 | 4513 | 4560 | 4621 | 4712 |